# Vaga dels estudis Disney
La vaga dels estudis Disney (1941) va ser un esdeveniment que va reflectir la ira per les desigualtats salarials i els privilegis de Walt Disney Productions, no sindicats. Com a empresari autocràtic famós, Walt Disney va respondre a la vaga de cinc setmanes acomiadant a molts dels seus animadors, però finalment va ser pressionat perquè reconegués la Screen Cartoonist's Guild (SCG).

## Context
A la dècada de 1930, es va produir un augment de sindicats a Hollywood com a resposta a la Gran Depressió i al posterior maltractament dels empleats per part dels estudis. Entre aquests sindicats hi havia el Screen Cartoonist's Guild (SCG), que es va formar el 1938 després de la primera vaga en un estudi d'animació, als estudis Fleischer. El 1941, el president de SCG, Herbert Sorrell, havia aconseguit contractes amb tots els estudi de dibuixos animats més importants, excepte Disney i Leon Schlesinger Productions. Schlesinger va cedir davant les sol·licituds de la SCG accedint a signar un contracte després que els seus propis empleats fessin vaga, però, al signar, es va preguntar: "I Disney?"
Els caps d'animadors de Disney estaven entre els més ben pagats (entre 200 i 300 dòlars per setmana) i treballaven en bones condicions, però la sensació de descontentament augmentava perquè la diferència salarial amb altres animadors (dibuixants, intercaladors, entintadors o coloristes) amb una mitjana de 12 dòlars a la setmana) era significatiu. Richard Schickel escriu al seu llibre The Disney Version:" Molts empleats van dedicar molt del seu temps lliure a Disney per acabar la pel·lícula Blancaneu el 1937" i, tot i que aquesta última va ser un gran èxit, en canvi per rebre les bonificacions que els havien promès vagament, havien d'afrontar una llista d'acomiadaments..." Originalment, el 20% dels beneficis dels dibuixos animats curts es destinaven a bonificacions dels empleats, però Disney finalment va suspendre aquesta pràctica. La pel·lícula d'animació de Disney de 1937, La Blancaneu i els set nans va ser un èxit financer, que va permetre a Disney construir un nou estudi més gran a Burbank, Califòrnia. A l'estudi Burbank, es va aplicar un rígid sistema de jerarquia on els beneficis dels empleats, com l'accés al restaurant, al gimnàs i al bany de vapor, es limitaven als redactors i animadors de l'estudi, que també rebien oficines més grans i còmodes. Els departaments individuals van ser segregats en edificis i fortament controlats pels administradors.
Els fracassos de taquilla de Pinotxo i Fantasia el 1940 van obligar a Disney a fer acomiadaments, tot i que rarament es va relacionar en el procés de contractació i acomiadament d'aquells que no estaven a la part superior de la cadena de pagaments. L'estructura salarial de l'estudi estava molt desorganitzada, amb alguns animadors d'alt rang que guanyaven fins a 300 dòlars a la setmana, mentre que d'altres guanyaven tan sols 12 dòlars. Molts empleats, inclòs Art Babbitt, es van mostrar insatisfets i es van unir a la SCG. Babbitt era un dels animadors més ben pagats de Disney, però era simpàtic amb els empleats de baix rang i li desagradava obertament Disney. Disney no va veure cap problema amb l'estructura, creient que era ell qui havia de dirigir l'estudi i que els seus empleats li havien d'agrair que els proporcionés el nou espai d'estudi.
Sorrell, juntament amb Babbitt i Bill Littlejohn, van veure a Disney i li van exigir que sindicalitzés el seu estudi, però Disney s'hi va negar. El febrer de 1941, Disney va reunir els 1.200 empleats al seu auditori per fer un discurs:
| « | (anglès) "In the 20 years I've spent in this business I've weathered many storms. It's been far from easy sailing. It required a great deal of work, struggle, determination, competence, faith, and above all unselfishness. Some people think we have a class distinction in the place. They wonder why some people get better seats in the theatre than others. They wonder why some men get spaces in the parking lot and others don't. I have always felt, and always will feel that the men that contribute most to the organization should, out of respect alone, enjoy some privileges. My first recommendation to the lot of you is this; put your own house in order, you can't accomplish a damn thing by sitting around and waiting to be told everything. If you're not progressing as you should, instead of grumbling and growling, do something about it." | (català) "En els vint anys que he passat en aquest negoci he resistit moltes tempestes. Ha estat lluny de navegar fàcilment. Va requerir molta feina, lluita, determinació, competència, fe i sobretot desinterés. Algunes persones pensen que tenim una distinció de classes. Es pregunten per què hi ha gent que obté millors seients al teatre que d'altres. Es pregunten per què alguns homes tenen places al pàrquing i d'altres no. Sempre he sentit i sempre sentiré que els homes que més contribueixen a l'organització haurien de gaudir, només per respecte, d'alguns privilegis. La meva primera recomanació per a tots vosaltres és aquesta: posar la vostra pròpia casa en ordre, no podeu fer una maleïda cosa asseguts esperant que se us digui tot. Si no progresses com hauries, en lloc de remugar i rosegar, fes-hi alguna cosa". | » |

L'assemblea va ser mal rebuda i més empleats es van unir a la SCG. Les tensions entre Disney i Babbitt van arribar al màxim quan Disney va començar a veure com una traïció personal que Babbitt s'hagués convertint-se en líder sindical. Disney va acomiadar Babbitt juntament amb 16 empleats més que eren membres del SCG.

## La vaga
L'endemà, el 29 de maig, dels 1.200 empleats, 450 van fer vaga, inclòs un terç dels 600 animadors que van instal·lar piquets que bloquejaven l'entrada als estudis. La vaga va tenir lloc als estudis Hyperion Avenue dels estudis Walt Disney, ja que el moviment cap a Burbank estava en marxa. Un mes abans del seu llançament, la pel·lícula The Reluctant Dragon presentava un estudi "on s'hi treballa a gust", dins dels decorats de l'estudi de Burbank.
Walt, aclaparat pels seus problemes de diners, va fer cada vegada més retallades al seu pressupost, i presta poca atenció als vaguistes. El 27 de juny de 1941, Walt Disney va suspendre la producció dels llargmetratges de la producció La Ventafocs, Peter Pan i Alícia al país de les meravelles. La producció de l'estudi es va centrar a estrenar la seva pròxima pel·lícula Dumbo de 1941. Els estudis Hyperion Avenue van tancar pocs mesos després, just abans de finals de 1941.
Altres estudis d'animació, com els de Schlesinger, van oferir el seu suport durant la vaga. Disney va prendre represàlies representant alguns dels empleats en vaga en forma de caricatura a Dumbo com a pallassos de circ, i fins i tot en una ocasió va atacar Babbitt quan estava en un piquet. Malgrat aquest incident, la vaga va ser relativament pacífica en comparació amb molts altres conflictes laborals de l'època. L'únic altre cas de violència (tot i que mai no es va materialitzar) va ser quan va sortir un rumor entre els vaguistes que contractaven matons per atacar-los, i després un grup de mecànics d'avions Lockheed del proper aeroport de Burbank, armat amb claus, va ser enviat per Herb Sorrell a vetllar per les tendes dels vaguistes.
Aconsellat per uns amics que es relaxés de l'ansietat que li causava la vaga, Disney va marxar a fer una gira per Amèrica Llatina per produir pel·lícules d'animació com a part de la política del Bon Veïnatge cinc setmanes després d'haver començat la vaga. En la seva absència, la vaga va ser resolta per mediadors, que van dictaminar a favor del SCG en tots els temes. Els dibuixants van rebre increments salarials de gairebé el 50% en molts casos, i des de llavors han estat representats pels sindicats. La pel·lícula resultants de la gira, Saludos Amigos va ser estrenada l'any següent el 1942 i va tenir una continuació en The Three Caballeros que va ser estrenada el 1944.

## Seqüeles i sortides notables
Disney mai no va perdonar als participants i, posteriorment, va tractar amb menyspreu els membres del sindicat argumentant en una carta que la vaga "va netejar la casa al nostre estudi". Els anys següents va mirar amb recel als dibuixants que feia servir i, sempre que es produïen retallades a la plantilla, els membres del sindicat eren els primers a anar-hi. Els que es van quedar van ser tractats malament i van perdre bonificacions i pujades salarials.
A més de Babbitt, l'estudi va perdre a Bill Tytla, Walt Kelly, Tyrus Wong, Virgil Partch, Hank Ketcham, Joey Lockwood, Alfred Abranz, William Hurtz, Moe Gollub, Phil Klein, T. Hee, Milt Schaffer, Cy Young, Lynn Karp, Jules Engel i Frank Fullmer. Stephen Bosustow, David Hilberman i Zack Schwartz van marxar per formar United Productions of America. Kenneth Muse, Preston Blair, Ed Love, Walter Clinton, Grant Simmons, Claude Smith, Don Williams i Berny Wolf van marxar a l'estudi de dibuixos animats de Metro-Goldwyn-Mayer. Frank Tashlin va marxar a l'estudi de dibuixos animats de Screen Gems, on va ocupar el càrrec de cap de producció i se li van unir Emery Hawkins, Ray Patterson (que més tard es va mudar a MGM), Howard Swift, Bob Wickersham, John Hubley, Phil Duncan, Basil Davidovich, Jim Armstrong, William Shull, Chic Otterstrom, Sam Cobean, i Volus Jones. Hawley Pratt, Bill Meléndez, Maurice Noble, Cornett Wood, Ted Bonnicksen, Don R. Christensen, i Jack Bradbury van marxar a Warner Bros. Cartoons.
Els anys posteriors a la Segona Guerra Mundial, Hee, Jones, Duncan, Schaffer, Hawkins, Davidovich i Bradbury van tornar a l'estudi. Disney es va veure obligat a contractar Babbitt després de presentar una demanda de pràctiques laborals injustes contra l'estudi, tot i que finalment Babbitt va marxar definitivament.
Més tard a la dècada, Disney havia de ser un dels primers testimonis a declarar al famós Comitè d'Activitats Antiamericanes (HUAC), que estava investigant la "infiltració comunista" a Hollywood i als Estats Units. Disney va declarar que creia que els comunistes havien tingut un paper en la vaga, fins i tot un escriptor conservador va proposar etiquetar a Herb Sorrell, un dels líders de la vaga, com a "espia soviètic".
Posteriorment, molts dels animadors implicats en la vaga van ser inclosos a la llista negra de la HUAC, així com molts actors i altres involucrats en la indústria del cinema durant la massa d'histèria anticomunista de l'època. Però, tot i que es recordi als vaguistes de Disney, sempre serà com un dels principals motors de l'empenta per a la sindicalització de la indústria cinematogràfica i d'animació de Hollywood en els anys d'abans de la guerra.